# ريك ومورتي (الموسم الخامس)
الموسم الخامس من المسلسل التلفزيوني الكرتوني ريك ومورتي في ادلت سويم. يتكون من 10 حلقات. تم تأكيد 50 حلقة أخرى كجزء من صفقة في ادلت سويم التي جددت المسلسل لـ 70 حلقة إضافية في مايو 2018. المسلسل من بطولة جاستن رويلاند ليمثل بدور الشخصيتين الأساسيتين. تم اصداره في 20 يونيو 2021.

## الممثلين والشخصيات

### رئيسي
- جاستن رويلاند في دور ريك سانشيز ومورتي سميث، الشخصيات الرئيسية في العرض. غالبًا ما يظهر ريك على أنه في حالة سُكر ويظهر مورتي على أنه غبي ومتهور، وغالبًا ما يكون في شك من مغامرات ريك العديدة الباهظة.[1]
- كريس بارنيل في دور جيري سميث، والد مورتي وابن ريك في القانون.
- سبنسر جرامر في دور سمر سميث، أخت مورتي الكبرى وحفيدة ريك.
- سارة تشالك بدور بيث سميث، والدة مورتي وابنة ريك، وهي أيضًا جراح خيول.
  - تشالك لديها إمكانية إعادة تمثيل دورها كنسخة بيث، سبيس بيث، في الموسم.[2]

### ضيوف
- دان هارمون في دور بيردبير / شخص العنقاء، أحد حلفاء ريك الذي تحول سابقًا إلى آلة قتل بواسطة تامي غيترمان.[3]
- كاري ولغرن بدور جيسيكا، مورتي المحبوبة منذ فترة طويلة والذي نادراً ما يملك الشجاعة لسؤاله.
- يُضاف لاحقًا إلى دور الدكتور نيمبوس، عدو ريك منذ فترة طويلة والذي سيتم تقديمه في الموسم.[4]

## إنتاج

### التطوير
كشف موقع ديجيتال سباي أن الموسم سيكون له استمرارية أكثر من بقية المسلسل، على عكس الموسم الثالث، عندما تم وضع ريك في سجن فضائي. أعلن سكوت ماردر، كاتب ريك ومورتي أن «هناك قصة ملحمية في الموسم الخامس القادم» وأن سبيس بيث للموسم الرابع من المقرر أن تكون شخصية رئيسية في الموسم في عام 2020 في مهرجان افتراضي للسباحة للبالغين.  اعتبارًا من أواخر أكتوبر 2020، كانت الحلقات «بعيدة جدًا في طريقها إلى أدلت سويم».
تم إصدار فيلم كرتوني ترويجي لمورتي يحمل ريك ميتًا على ما يبدو عبر كوكب غريب في نوفمبر 2020. تم إصدار رسوم متحركة أخرى، بما في ذلك واحدة يبدو أنها من نفس الحلقة مثل ريك في نفس الحالة التي كان عليها في الصورة الأولى. تظهر الرسوم المتحركة الأخيرة مورتي وهو يعترف بمشاعره تجاه جيسيكا بينما تتحطم سفينة الفضاء الخاصة بهم في المحيط. بمجرد أن يفعل ذلك، يحييهم خصم ريك منذ فترة طويلة الدكتور نيمبوس. تم التأكد من أن الفصلين السادس والسابع قيد التطوير بالفعل.
سيتألف العرض من 10 حلقات من أصل 70 حلقة تم طلبها في الأصل من قبل Adult Swim في مايو 2018 بعد العرض الأول للموسم الثالث.

### الشخصيات الجديدة
إلى جانب إعلان المواسم، تم تأكيد عودة جاستن رويلاند وكريس بارنيل وسبنسر جرامر وسارة تشالك  مع شخصيات أخرى بما في ذلك الإضافة الجديدة إلى فريق التمثيل، الدكتور نيمبوس. في يناير 2021، تم الكشف عن أن مؤلف المسلسل دان هارموند وكاري والغرن، وهو صوت متكرر في المسلسل، سيعودان ليكرروا أدوارهم مثل شخص العنقاء، صديق ريك القديم الذي تحول إلى عدو بعد إعادة برمجته بواسطة تامي غيترمان وجيسيكا، سحق مورتي في جميع أنحاء العالم. تظهر، على التوالي.
سبيس بيث، شخصية شهيرة من خاتمة الموسم السابق، عبر عنها تشالك، لديها إمكانية العودة للموسم.

### جاري الكتابة
في أكتوبر 2020، كشف صانع العرض دان هارمون أن إحدى الحلقات التي كتبها روب شراب في الموسم المقبل ستكون حول علاقة مورتي بامرأة ليست جيسيكا، وقال إن مورتي «يشعر حقًا بالحزن على مستوى رجل لا ينبغي أن يكون في سنه... إيمي سيذهب إلى هذا المستوى». كانت كتابة شراب للحلقة «حنونًا جدًا». وأشار هارمون أيضًا إلى أن الإنتاج كان يحدث قبل الموعد المحدد. تم تأكيد عودة جيف لوفينيس، الذي كتب عدة حلقات في الموسم الرابع، لكتابة حلقاته الأخيرة من المسلسل، بما في ذلك العرض الأول للموسم. سيتعمق الموسم أيضًا في علاقة ريك وجيري.

## الأصدار
سيبدأ عرض الموسم في 20 يونيو 2021. قال جاستن رويلاند، الذي يعبر عن الشخصيتين الرئيسيتين، أنه يود بث حلقة واحدة في الشهر، وذلك لإطالة وقت عرض البرنامج على الهواء. كرر ذلك في مارس 2021. كما زعم رويلاند أن الانتظار بين الفصول التالية «لن يكون طويلًا مرة أخرى» كما كان بين العديد من المواسم السابقة. في مايو 2020، تنبأ Inverse بأنه «من الممكن» أن يتم عرض الموسم لأول مرة في أواخر عام 2020، ولكن على الأرجح سيبدأ البث في مايو 2021.